# Nakamura Kichiemon II
Pour les articles homonymes, voir Nakamura.
Nakamura Kichiemon II (二代目 中村 吉右衛門, Nidaime Nakamura Kichiemon), né le 22 mai 1944, sous le nom Namino Tatsujirō et mort le 28 novembre 2021, est un comédien du genre kabuki et costumier japonais, désigné Trésor national vivant du Japon.
Nakamura Kichiemon est un nom de scène formel. Le grand-père de l'acteur porte ce nom pour la première fois en 1897 et Nakamura Kichiemon I continue de s'en servir comme nom officiel jusqu'à sa mort. Kichiemon I est le grand-père maternel de Kichiemon II.
Dans le monde conservateur du kabuki, les noms de scène sont transmis de père en fils dans un système formel qui convertit le nom de scène kabuki en une marque de réussite. En choisissant d'être connu par le même nom de scène que son grand-père, le comédien kabuki honore les liens ancestraux et les traditions de sa famille.

## Jeunesse
Né dans le quartier Kōjimachi de l'arrondissement Chiyoda de Tokyo, il est le second fils d'Ichikawa Somegorō V, plus tard connu sous le nom Matsumoto Kōshirō VIII et finalement Matsumoto Hakuō I. Matsumoto Kōshirō IX est son frère ainé. La mère de Kichiemon, fille de Nakamura Kichiemon I, donne son second fils en adoption à son propre père.
Il fréquente l'université Waseda. Son yagō  est Harimaya et son mon un papillon ageha-no-chō du clan Taira.

## Carrière
Actif dans le kabuki et à la télévision, Kichiemon est renommé pour le rôle de Musashibō Benkei qu'il a incarné sur scène dans Kanjinchō et Yoshitsune Senbon-sakura. Il a également interprété le personnage titre jidaigeki de la série Musashibō Benkei de la NHK. Un autre rôle héroïque est celui d'Ōboshi Yuranosuke (l'historique Ōishi Kuranosuke) dans Kanadehon Chūshingura, l'histoire des 47 ronin.
À la télévision, il incarne le personnage de Hasegawa Heizō (Onihei) dans la série Onihei Hankachō (en) de Shōtarō Ikenami. Diffusée en neuf épisodes de 1989 à 2001, elle est rediffusée depuis en courtes séries et séquences spéciales, la plus récente datant de 2007. Son père avait précédemment joué le rôle d'Onihei.

## Honneurs
- Académie japonaise des arts, 2002.

## Filmographie
- 1958 : Les Tambours de la nuit (夜の鼓, Yoru no tsuzumi?) de Tadashi Imai : Bunroku Ogura
- 1960 : La Rivière Fuefuki (笛吹川, Fuefukigawa?) de Keisuke Kinoshita : Yasuzō
- 1968 : Kuroneko (藪の中の黒猫, Yabu no naka no kuroneko?) de Kaneto Shindō : Kindoki
- 1969 : Double suicide à Amijima (心中天網島, Shinjū: Ten no Amijima?) de Masahiro Shinoda : Jihei
- 1978 : Mademoiselle Ogin (お吟さま, Ogin-sama?) de Kei Kumai : Ukon Takayama
- 1989 : Rikyu (利休, Rikyū?) de Hiroshi Teshigahara : Tokugawa Ieyasu
- 2014 : Zakurozaka no adauchi (en) (柘榴坂の仇討?) de Setsurō Wakamatsu : Ii Naosuke